# Giacomo Schirò
Giacomo Schirò (Minu Skiroi in albanese; Piana degli Albanesi, 23 novembre 1901 – Piana degli Albanesi, 23 luglio 1920) è stato un militare italiano di etnia arbëreshë, medaglia d'oro al valor militare alla memoria. Era figlio di Giuseppe Schirò, il maggior rappresentante della tradizione culturale e letteraria albanese di Sicilia.

## Biografia
Giacomo Schirò nacque il 23 novembre 1901 nell'allora Piana de' Greci, figlio di Giuseppe Schirò e Angelina Mandalà. Il padre, docente della Cattedra di Lingua e letteratura albanese e direttore dell'Istituto Orientale di Napoli, lo iscrisse al Seminario Italo-Albanese di Palermo per gli studi ginnasiali e quindi a Napoli per la licenza liceale.
Fu tra i ragazzi che assicurarono il servizio postelegrafonico durante i ripetuti e prolungati scioperi del tempo.
Nel 1919 la Società di tiro a segno nazionale costituì alcune formazioni volontarie premilitari, tra le quali alcuni battaglioni premilitari bersaglieri. A questi battaglioni accedevano volontariamente quei giovani che aspiravano ad essere inquadrati alla leva tra i Bersaglieri. Giacomo Schirò vi aderì e fu inquadrato nel 12º battaglione premilitare dei bersaglieri di Napoli. Promosso caporale, ebbe una breve licenza per potersi recare a Piana degli Albanesi durante le vacanze estive.
Il 23 luglio 1920, mentre ascoltava un concerto in piazza del paese natale vicino al corso principale Kastriota, in divisa di bersagliere, veniva fatto segno a pesanti insulti da parte di numerosi facinorosi di sinistra, dato che il clima politico era molto cambiato - si era nel "biennio rosso" - rispetto all'anno precedente. La minaccia verbale non tardò a trasformarsi in minaccia fisica, tanto che Schirò dovette impugnare e difendersi con la baionetta in dotazione. Inseguito, per le strade del paese, giunse nei pressi di un circolo ricreativo agricolo, e veniva raggiunto da 53 coltellate mortali.
Con decreto 20 dicembre 1925 veniva concessa, motu proprio da re Vittorio Emanuele III, la Medaglia d'Oro al Valor Militare; l'unica mai concessa a un non appartenente alle Forze Armate.

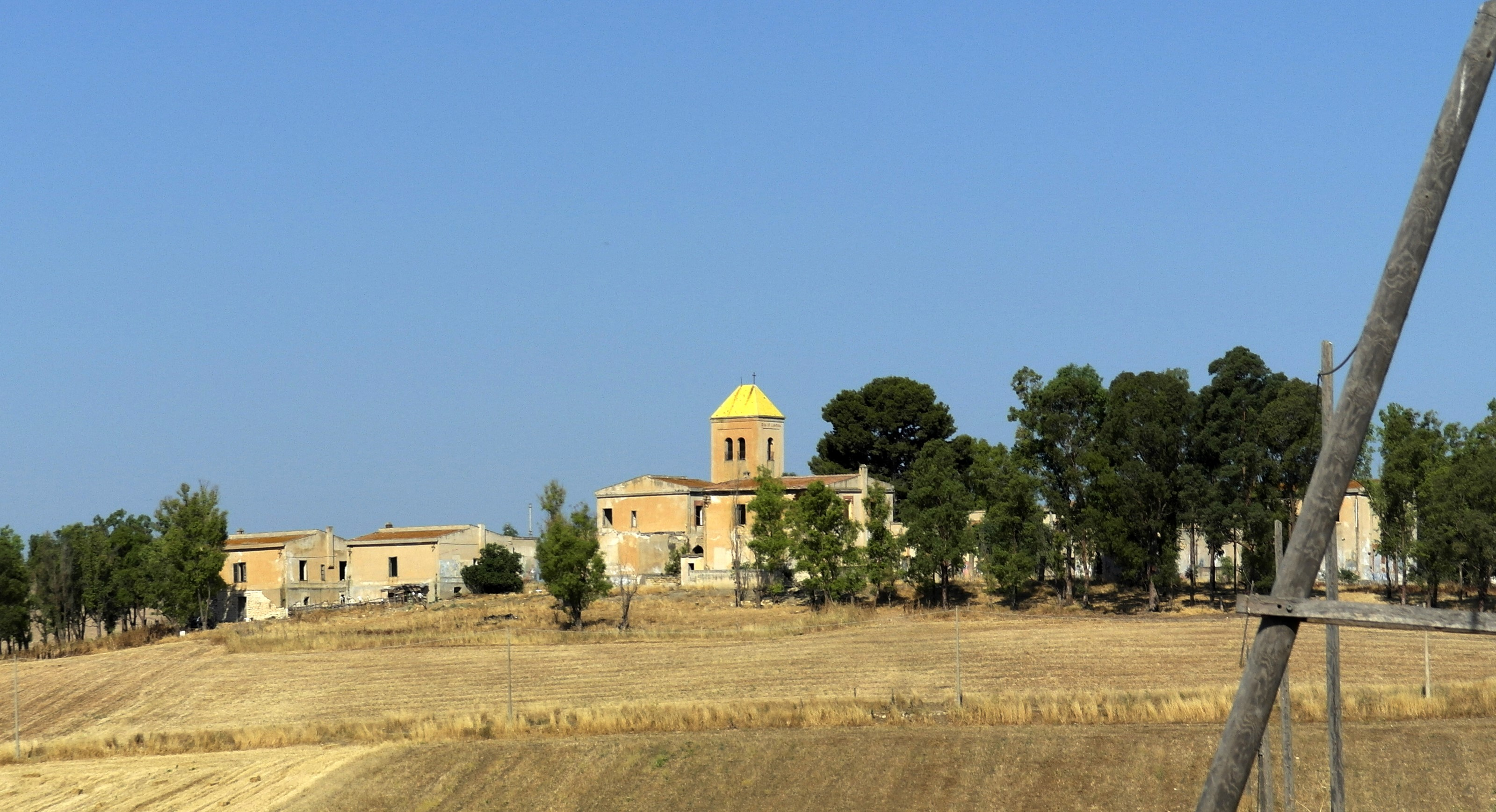
Il Borgo a lui intitolato negli anni '30

Gli fu intitolata la sezione albanese dell'Istituto Orientale di Napoli.
Negli anni trenta, durante il periodo di politica agraria per la costituzione di nuovi borghi rurali nel periodo fascista, gli veniva intitolato un borgo nel territorio di Monreale: borgo Giacomo Schirò.
La sua tragica morte ispirò al padre la composizione dell'opera teatrale Mino; sempre il padre dedicò alla sua memoria il volume Canti Tradizionali ed altri saggi delle Colonie Albanesi della Sicilia.
È sepolto nella Chiesa di San Domenico a Palermo.